# Hiroyuki Nagato
Hiroyuki Nagato (jap. 長門裕之 Nagato Hiroyuki; ur. 10 stycznia 1934 w Kioto, zm. 21 maja 2011 w Tokio) – japoński aktor. W 1960 roku otrzymał Nagrodę Błękitnej Wstęgi w kategorii Best Actor za film Pamiętnik Sueko. W 1964 roku otrzymał nagrodę Mainichi Film w kategorii Best Supporting Actor za film Bliźniaczki z Kioto.

## Filmografia

### Jako aktor

#### Filmy pełnometrażowe
| Rok  | Tytuł               | Rola            |
| ---- | ------------------- | --------------- |
| 1945 | Hisshōka            | Yuichi          |
| 1959 | Pamiętnik Sueko     | Kiichi Yasumoto |
| 1963 | Bliźniaczki z Kioto | Hideo Otomo     |
| 2009 | Incydent            | Hara Ooda       |
| 2010 | Flowers             | Endo            |
| 2010 | Aoi aoi sora        | Oshou           |

### Jako producent

#### Filmy pełnometrażowe
| Rok  | Tytuł       |
| ---- | ----------- |
| 1978 | Mahiru nari |

## Nagrody
Źródło: Internet Movie Database
| Rok  | Nagroda                  | Kategoria                                   |
| ---- | ------------------------ | ------------------------------------------- |
| 1960 | Nagroda Błękitnej Wstęgi | Best Actor (Pamiętnik Sueko)                |
| 1964 | Mainichi Film            | Best Supporting Actor (Bliźniaczki z Kioto) |